# Список вулканів Екваторіальної Гвінеї
Далі наведений список діючих і згаслих вулканів Екваторіальної Гвінеї .
| Назва            | Висота | Висота | Місцезнаходження                                      | Останнє виверження |
| Назва            | метрів | фути   | Координати                                            | Останнє виверження |
| ---------------- | ------ | ------ | ----------------------------------------------------- | ------------------ |
| Сан-Карлос       | 2260   | 7415   | 3°21′ пн. ш. 8°31′ сх. д. / 3.35° пн. ш. 8.52° сх. д. | Голоцен            |
| Сан-Хоакін       | 2009   | 6590   | 3°21′ пн. ш. 8°38′ сх. д. / 3.35° пн. ш. 8.63° сх. д. | Голоцен            |
| Піко-Базіле      | 3007   | 9865   | 3°35′ пн. ш. 8°45′ сх. д. / 3.58° пн. ш. 8.75° сх. д. | 1923               |
| Гора Fijelvingue | 1500   | 4921   |                                                       |                    |